# Николай Априлов
Николай Априлов е български актьор, театрален режисьор и телевизионен водещ.

## Биография и творчество
Николай Априлов е роден на 18 април 1954 г. в град София. Завършва през 1972 г. 33-то СОУ „Ернст Телман“ в София, а през 1979 г. – ВИТИЗ „Кръстьо Сарафов“ със специалност „Актьорско майсторство за драматичен театър“ в класа на проф. Елка Михайлова.
Априлов е актьор, автор, режисьор на многобройни събития, концерти, фестивали, спектакли, както и автор, режисьор и водещ на телевизионното предаване за деца по БНТ „Като лъвовете“.
През 2022 г. Николай Априлов е удостоен с наградата „Златен век“ на Министерството на културата за принос към българската култура и изкуство. През 2025 г. получава и наградата „Златна лира“ на Съюза на музикалните и танцови дейци за изключителни заслуги в областта на музикално-сценичното изкуство. Освен активната си режисьорска и актьорска кариера, Априлов преподава актьорско майсторство в Италианския лицей в София, където обучава ученици с интерес към сценичните изкуства. Председател на журито на великотърновския театрален фестивал „Малкият принц“.

## Кариера като актьор
| година | пиеса                                          | роля       | режисьор          |
| ------ | ---------------------------------------------- | ---------- | ----------------- |
| 1979   | „Лес“ – Островски                              | Буланов    | Енчо Халачев      |
| 1979   | „Тузлушка история“ – Кольо Георгиев            | Христо     | Анастас Михайлов  |
| 1979   | „Тартюф“ – Жан-Баптист Молиер                  | Валер      | Любен Гройс       |
| 1979   | „Сватбата на Фигаро“ – Пиер Бомарше            | Керубино   | Никола Петков     |
| 1980   | „Хъшове“ – Иван Вазов                          | Владиков   |                   |
| 1981   | „Четиредесетият председател“ – Азад Абдулин    | Прокурорът | Красимир Спасов   |
| 1981   | „Престъпление на острова на козите“ – Уго Бети | Анжело     | Симеон Димитров   |
| 1982   | „Зойкина квартира“ – Михаил Булгаков           | Аметистов  |                   |
| 1983   | „Бумбараш“ – Аркадий Гайдар                    | Гаврила    | Снежина Танковска |

## Филмография

### Режисьор
| „Сватбата на Фигаро“ – Пиер Бомарше                                  | Драматичен театър „Кр. Пишурка“ – Лом                                              |
| „Щръклица“ – по народни песни и мелодии / Панчо Панчев               | Драматичен театър „Кр. Пишурка“ – Лом                                              |
| „Лелята на Чарли“ – по Оскар Фелцман                                 | Държавна Опера – Стара Загора                                                      |
| „Двубой“ – по Димитър Вълчев и Стефан Цанев                          | Държавна Опера – Варна                                                             |
| „Царицата на чардаша“ – по Имре Калман                               | Държавна Опера – Стара Загора                                                      |
| „Българи от старо време“ – по Асен Карастоянов / Коста Райнов        | Национален музикален театър; Държавна опера – Варна; Държавна опера – Стара Загора |
| „Магьосникът от Оз“ – Харолд Арлън                                   | Национална опера и балет – София                                                   |
| „Един американски уикенд“ – Александър Йосифов                       | Държавна опера – Бургас; Държавна опера – Варна                                    |
| „Класният се жени“ – Филип Павлов / Любомир Пеевски                  | Държавна опера – Пловдив                                                           |
| „Макс и Мориц“ – Александър Йосифов /Банчо Банов                     | Национална опера и балет – София                                                   |
| „Чудните приключения на пчелата Мая“ – Александър Йосифов / Б. Банов | Национален Дворец на Културата                                                     |
| „Робинзон Крузо“ – Александър Йосифов / Банчо Банов                  | Национална опера и балет – София Държавна опера – Русе                             |
| „Не пресичай на червено“ – Тончо Русев / Влади Априлов               | Национален Дворец на Културата                                                     |
| „Тошко Африкански“ – Александър Йосифов / Банчо Банов                | Национален Дворец на Културата                                                     |
| „Площадчето на чудесата“ – Тончо Русев / Влади Априлов               | Драматичен театър – Сливен                                                         |
| „Сто и един далматинци“ – Тончо Русев/ Венко Евтимов                 | Национален Дворец на Културата                                                     |
| „Патиланци“ – Александър Йосифов/Банчо Банов                         | Национален Дворец на Културата                                                     |
| „Джелсомино в страната на лъжците“ – Джани Родари                    | Държавен пътуващ театър                                                            |
| „Малката кибритопродавачка“ – Мишо Тодоров/ Николай Априлов          | Драматичен театър – Сливен                                                         |
| „Пролет по никое време“ – по Димитър Вълчев/ Панчо Панчев            | Драматичен театър – Сливен                                                         |
| „Буратино“ – Петър Ступел/Димитър Димитров                           | Драматичен театър – Сливен                                                         |
| „Червената шапчица“ – Ал. Владигеров / Ч. Шинов                      | Драматичен театър – Сливен                                                         |
| „Счупената чаша“ – Парашкев Хаджиев                                  | Драматичен театър – Сливен                                                         |

### Актьор
- Старчето с карираните панталони (1989)